# 秋田八幡平クマ牧場
秋田八幡平クマ牧場（あきたはちまんたいクマぼくじょう）は、秋田県鹿角市の八幡平熊沢外国有林内（十和田八幡平国立公園八幡平地域そば）にあったクマの動物園（テーマパーク、観光牧場）。八幡平クマ牧場とも呼ばれていた。

## 概要
国道341号沿いの八幡平温泉郷の温泉施設が点在する山中にあり、ヒグマ、ツキノワグマ、コディアックヒグマが展示され、クマの飼養場が複数あり、餌付け用のクマのおやつの販売などを行っていた。園内には釣り堀も併設されており、入園料は大人500円・小学生以下300円。10月下旬から4月下旬までは冬期閉園。従業員3名の零細企業であった。
2012年4月、飼育員がヒグマに襲われ2名が死亡する事故が発生したため休園し、同年6月に閉園した。

## 飼育員死亡事故とトラブル
2012年4月20日、午前8時頃、冬期閉鎖中のクマ牧場の運動場からヒグマ6頭が脱走し、女性飼育員2名が死亡する事故が発生した。運動場は地下に掘られる形で高さ4.5メートルのコンクリートで囲まれていたが、冬期間に除雪した雪を運動場に投棄していたため壁際の一角に雪山ができており、この山を登って外へ出たものとみられる。餌場で作業中の女性従業員（当時75歳）の悲鳴を聞きつけ、男性従業員（当時69歳）が駆けつけると、クマに襲われている女性従業員の姿があった。もう一人の女性従業員（当時69歳）が倒れており、呼びかけたが応答はなかったため、男性従業員は秋田県警に通報した。駆けつけた近所の猟師によると、女性従業員を引っ張り合うクマの姿が見えたという。県警は正午過ぎ、地元の猟友会にクマの射殺命令（警察官職務執行法第四条）を下した。2頭が餌場内に隠れたため難航したが、午後4時に脱走したクマ6頭は全て射殺された。
牧場の経営者と、除雪を担当していた従業員1名がオリなどの安全管理を怠ったとして、業務上過失致死容疑で6月9日に逮捕され、罰金50万円の略式命令が下された。行政処分は牧場が事件後閉鎖されたために見送られた。
この牧場はもともと2012年秋に廃園する予定であったが、死亡事故に伴い休園し、6月に閉鎖された。その際、与える餌の量を減らし、飢えと熊同士の抗争で自然淘汰させる計画が立案されたが、観光に影響する事を嫌った秋田県は県による殺処分決定を引き伸ばした。その後、日本熊森協会、地球生物会議ALIVEなどからの支援金及び支援物資があり、県から非常勤職員も派遣され、クマの飼育を続けることになった。
秋田県はクマの受け入れ先探しについて日本動物園水族館協会に協力を要請し、その結果、茨城・高知両県の2つの施設からツキノワグマに限り受け入れ可能との回答を得た。さらに8月23日、北秋田市市営の阿仁熊牧場が、牧場施設の拡張や財政問題の解決がなされた後であれば全頭受け入れすると表明した。秋田県知事はクマを2013年秋までに移動させたいとし、2014年には受け入れたクマの収容施設「くまくま園」がオープンした（阿仁熊牧場#八幡平からクマ搬入）。
秋田県による熊の引き受け先探しに際して、海外の13の動物愛護団体が要望書を出している。クマの引き受け先はできるだけクマが自然な状態で生活できるような施設にし、継続的にクマのケアを行うことなどを求め、それができない場合は安楽死させることを検討するべきだと訴えた。
　当施設は赤字続きで園内の老朽化した建物の修理が出来なかったでけではなく、クマ達に十分な餌を与えておらず、(近くの病院から残飯を分けて貰っていたが)まるで別の生き物の様に痩せ細り、爪や歯がボロボロになってしまい、クマ同士が争う様な杜撰な管理体制だった。

## クマの逃亡に関する噂、報道
2024年6月、秋田県の山中でツキノワグマと思えない赤毛の大型の熊が目撃例が複数あり、地元では「ハイブリッド」と呼んで警戒しているという報道が行われた。この「ハイブリッド」はツキノワグマと秋田八幡平クマ牧場から逃亡したヒグマとの交雑種を指している。記事によれば、世間では知られていないが地元ではよく知られていることであるとして、秋田八幡平クマ牧場からは複数のクマが逃亡していると報道している。

## クマの死体の取扱い
2012年、過去に死亡したクマを敷地内に埋めているのは不法投棄なのではないかと問題視されたが、鹿角市は墓を作るなど適切に埋葬されているため廃棄物処理法における廃棄物にはあたらず、合法であるとの見解を示した。